# Plumbago plumbago
Plumbago plumbago är en fjärilsart som beskrevs av Carl Plötz 1884. Plumbago plumbago ingår i släktet Plumbago och familjen tjockhuvuden. Inga underarter finns listade i Catalogue of Life.